# Inseparabili (cântec)
„Inseparabili” este un cântec al interpretei moldovence Anna Lesko. Compoziția a fost inclusă pe cel de-al doilea album de studio al solistei, care poartă și el numele de Inseparabili. Piesa reprezintă primul extras pe single al materialului și cel de-al doilea din cariera lui Lesko.

## Informații generale
În urma succesului întâmpinat de albumul Flăcări și cântecul „Ard în flăcări” — care a devenit unul dintre cele mai cunoscute din cariera solistei — Lesko a început să lucreze la un nou produs discografic, el fiind materializat prin albumul Inseparabili, lansat pe data de 28 octombrie 2003. Pentru a crește popularitatea materialului, artista a început promovarea cântecului omonim, care a beneficiat și de un videoclip. Cu toate acestea, piesa nu a activat în ierarhia națională din România. Alături de următorul extras pe single, „Inocența”, „Inseparabili” a ajutat albumul de proveniență să se comercializeze în peste 35.000 de exemplare, primind un disc de aur în România. De asemenea, înregistrarea a fost inclusă pe albumul de compilație Sete de distracție, alături de șlagăre ale unor artiști precum Bere Gratis, Marius Moga sau Vank. Pe materialul Inseparabili sunt prezente cinci versiuni diferite ale piesei, patru dintre acestea fiind remixuri.

## Versiuni existente
- Sursă:[1]
- „Inseparabili” (versiune originală) — 3:58
- „Inseparabili” (remix „Unu' Club Mix”) — 7:02
- „Inseparabili” (remix „Beat Mix”) — 5:07
- „Inseparabili” (remix „Project Mix”) — 4:47
- „Inseparabili” (remix „Sms Mix”) — 4:29